# Les Ramoneurs de menhirs
Les Ramoneurs de menhirs (« Els escura-xemeneies de menhirs ») és un grup bretó de punk cèltic, format el 2006. Està format per la parella de "sonneurs" (músics tradicionals bretons): Éric Gorce a la bombarda i Richard Bévillon a la cornamusa, del cantant tradicional Maurice Jouanno i de Loran Katrakasos, guitarrista. Acostumen a tocar tant en fest-noz com en concerts i festivals.

## Biografia

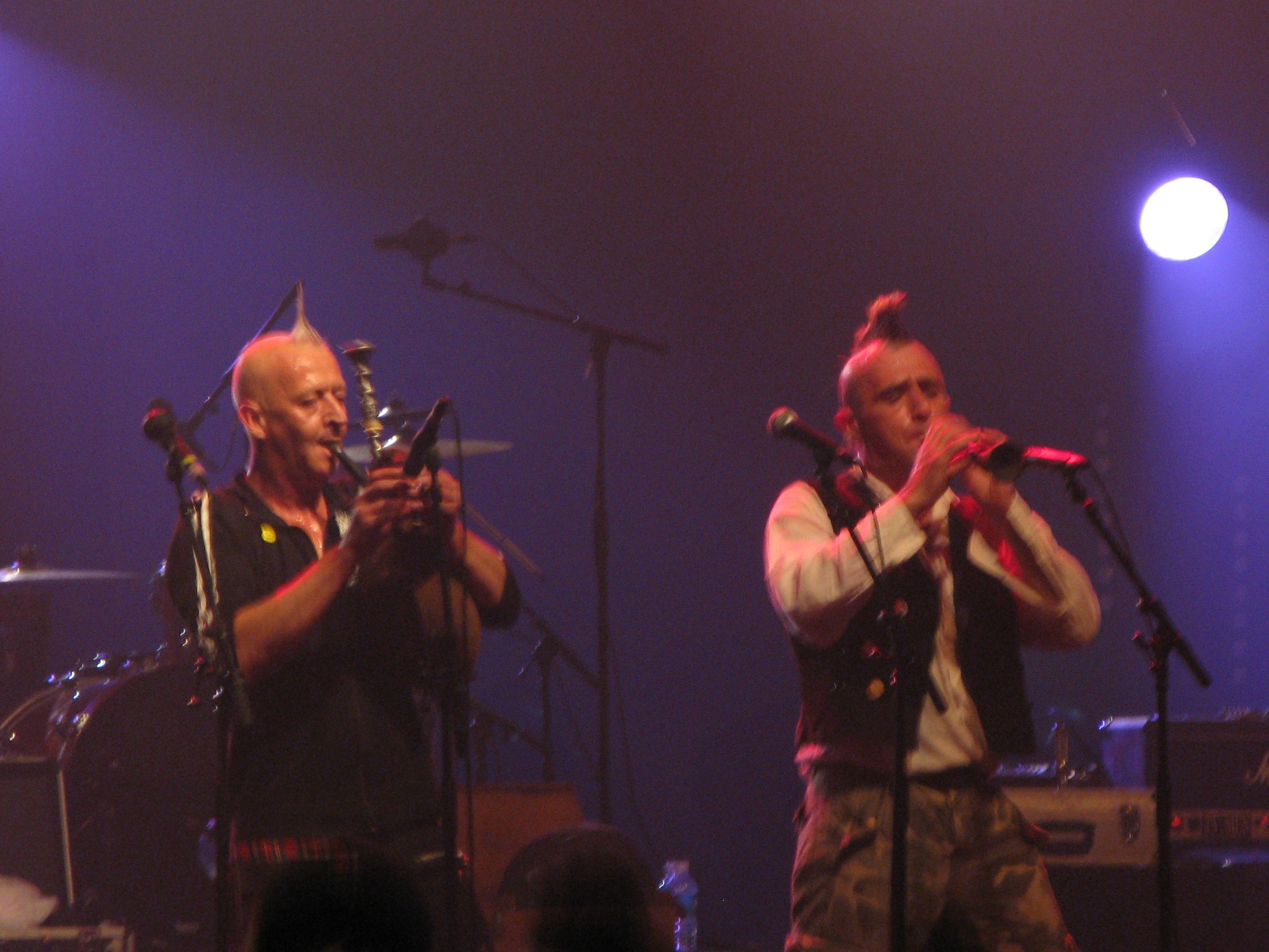
Festival Intercèltic de Lorient 2009.

El grup es forma el 2006, quan Gorce i Bévillon conviden Louise Ebrel, Maurice Jouanno, i l'ex-Bérurier Noir Loran a participar en l'enregistrament del seu disc de música tradicional bretona Kerne Izel (editat per Coop Breizh). Éric Gorce i Loran ja havien, anteriorment, tocat junts en una col·laboració del primer en un tema dels Bérurier Noir.
El seu primer disc, Dañs an Diaoul (« La dansa del diable ») és editat el 2006 per l'antic segell de Bérurier Noir "Folklore de la zone mondiale". La cantant Louise Ebrel, filla de Eugénie Goadec, participa en diversos temes del disc.
Les Ramoneurs de menhirs participen oficialment al Festival Intercèltic de Lorient 2007, després d'haver tocat en "off" l'edició anterior, així com al BetiZFest.
A partir de gener de 2008 giren per Europa (Escòcia, França, Suïssa). A l'abril de 2008, el grup guanya el concurs Kan Ar Bobl a la categoria de grups musicals. El grup torna a formar part de la programació oficial del Festival Intercèltic de Lorient 2009.
L'Abril de 2010 editen el seu segon disc: Amzer an dispac'h (« El temps de la revolta »). Nombrosos convidats participen en l'enregistrament del disc: Gilles Servat, Les mangeouses d'oreilles, Blackfire, Niko Tagada, Louise Ebrel, així com Roland i Jean-Pierre, tots dos "sonneurs" a la bagad Quic-en-Groigne de Saint-Malo, i que participen sovint als directes del grup.
El 10 de maig de 2010, participen, a Rennes, a l'Ar Redadeg, per tal de donar suport a l'ús de la de la llengua bretona. Hi toquen la cançó "Redadeg 2010", cantada a cor pels alumnes d'escoles Div Yezh, Dihun i Diwan. Participen també al concert celebrat a l'arribada de l'Ar Redadeg a Pontivy el 15 de maig, i la setmana següent a la Festa nacional de la llengua bretona (Gouel broadel ar brezhoneg) a Cavan/Kawan.

## Discografia

### Maxi
- 1985: Joyeux merdier - Maxi de 4 cançons - inclòs a la recopilació Concerto pour détraqués (disc de Bérurier Noir on participen Jean-Pierre Beauvais a la cornamusa i el futupior "ramoneur" Éric Gorce a la bombarda.

### CD
- 2006: Kerne Izel (Coop Breizh) (disc de Bévillon i Gorce, on es fan acompanyar per Louise Ebrel, Mauribonce Jouanno i Loran a les cançons Gavotte d'honneur Bigouden i Yaw ha yaw ha yaw, i que dona el tret de sortazeida al grup).
- 2007: Dañs an Diaoul

1. K.A (3:34)
2. BellARB (5:24)
3. Dañs Gwadek 1 (Plinn) (4:03)
4. Yaw Ha Yaw Ha Yaw (An Dro) (3:34)
5. Nomades (2:47) (versió de Ze6)
6. Edazean Ur Blez (Laridé) (5:41)
7. Na Gast Na Matezh (Gavotte Pourlet) (3:31)
8. Captain Kirk (2:39) (versió de Spizzenergi)
9. Dañs Gwadek 2 (Plinn) (4:29)
10. Vive Le Feu (6:01) (versió de Bérurier noir)
11. 'Vel Un Tour-Tan (Gavotte D'Honneur) (3:547)

- 2010: Amzer an dispac'h

1. Unnek Gwezh
2. Oy ! Oy ! Oy !
3. La Blanche Hermine (versió de Gilles Servat)
4. Menez Unan
5. Tamm Kreiz
6. Menez Daou
7. If the Kids ar United (versió de Sham 69)
8. Marijanig
9. Ya'at'eeh
10. Auschwitz planète (versió de Tromatism)
11. Breizhistañs

- 2014:Tan ar Bobl

### Vinil
- 2008: Dañs an Diaoul (algunes cançons canvien respecte a l'edició en CD)

Cara A:
1. Gavotte Bigouden
2. K.A.
3. Dans Gwadek 1
4. Gavotte d'honneur
5. Nomades

Cara B:
1. Yaw Ha Yaw Ha Yaw Ha
2. Edan ur blez
3. Dans Gwadek 2
4. Bal Plinn
5. Bell'ARB

- 2014:Tan ar Bobl

### Recopilatoris
- 2007: Breizh disorder, volume 6 (Yaw ha yaw ha yaw - versió en directe)
- 2009: Rock e Breizh (Trist eo dinn ma flanedenn - inèdita)
- 2009: In The Spirit Of Total Resistance - Free Leonard Peltier! (Bell'ARB - extreta del disc Dañs an Diaoul)